# نشيد الجمهورية العربية الصحراوية الديمقراطية
يا بني الصحراء هو اسم أطلق على النشيد الوطني للجمهورية العربية الصحراوية الديمقراطية.